# Odo keyserlingi
Espèce
Odo keyserlingi est une espèce d'araignées aranéomorphes de la famille des Xenoctenidae.

## Distribution
Cette espèce est endémique du Salvador.

## Publication originale
- Kraus, 1955 : Spinnen aus El Salvador (Arachnoidea, Araneae). Abhandlungen der Senckenbergischen Naturforschenden Gesellschaft, vol. 493, p. 1-112.